# Plebeia llorentei
Plebeia llorentei là một loài Hymenoptera trong họ Apidae. Loài này được Ayala mô tả khoa học năm 1999.